# Polyscias maraisiana
Polyscias maraisiana är en araliaväxtart som beskrevs av Lowry och G.M.Plunkett. Polyscias maraisiana ingår i släktet Polyscias och familjen Araliaceae. Inga underarter finns listade.  Tidigare i släktet Gastonia som Gastonia mauritiana.

## Bildgalleri

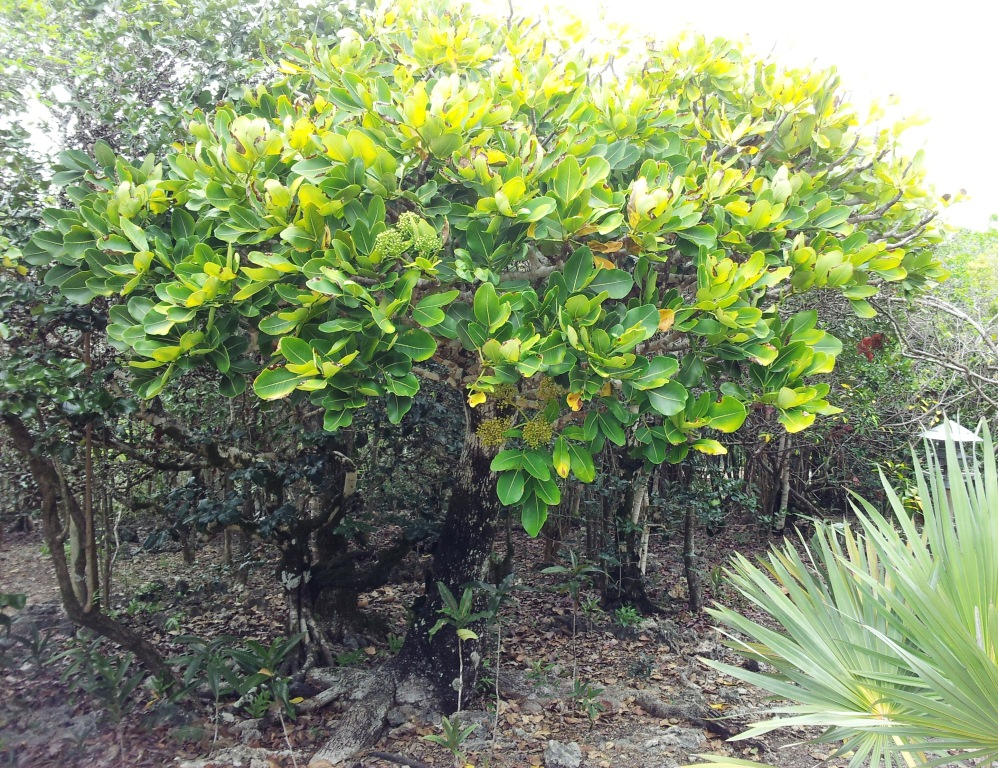
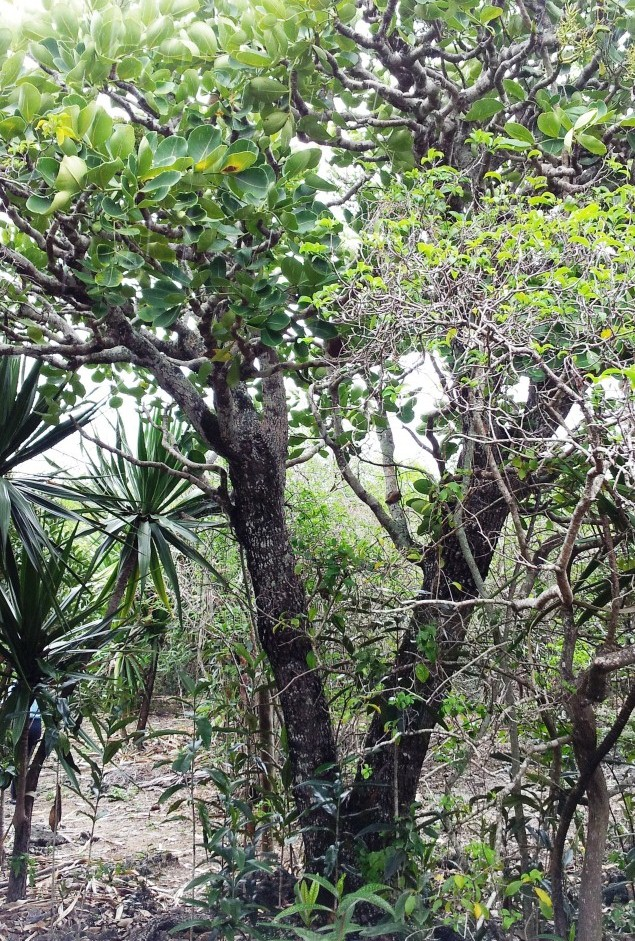
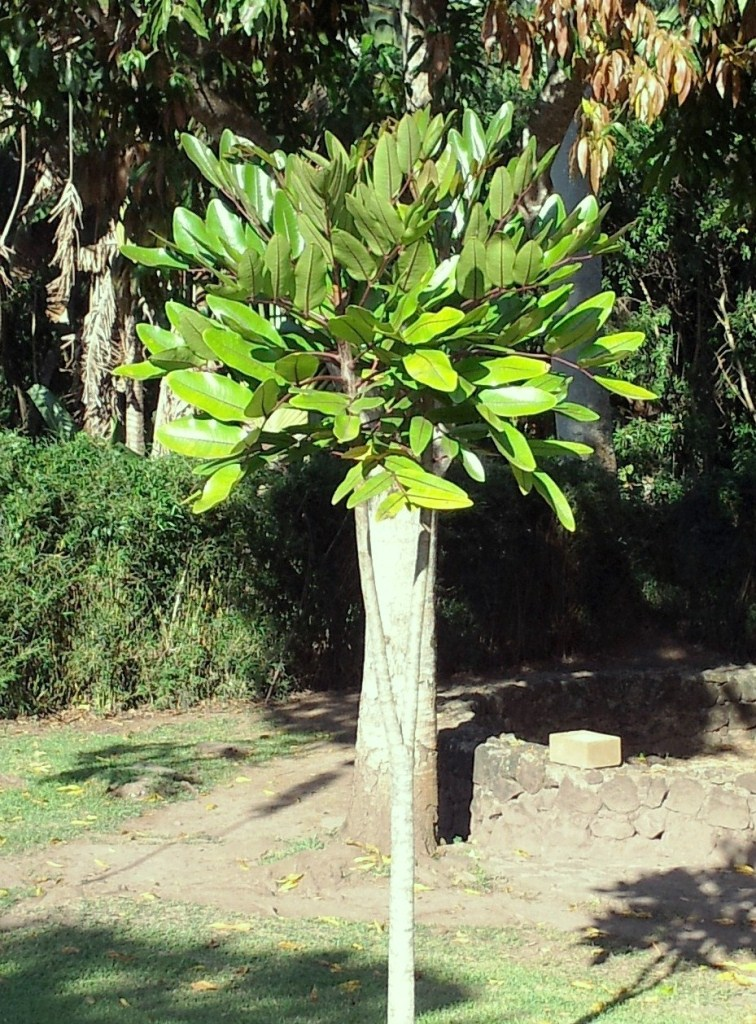
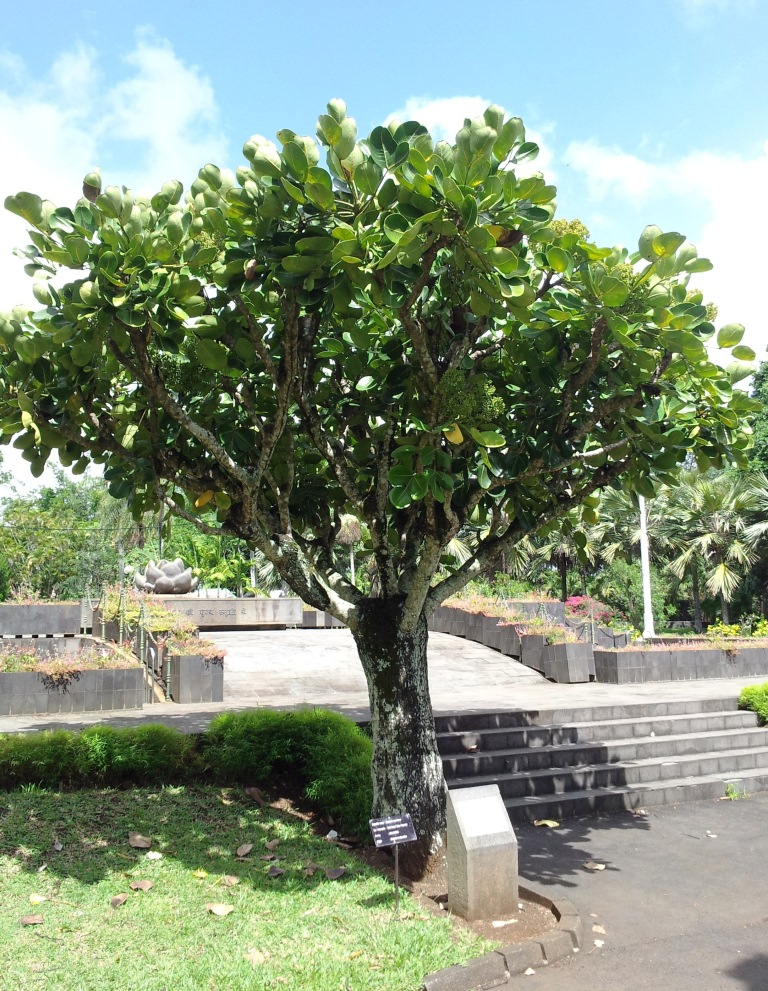